# We vs. Death
We vs. Death is een Nederlandse postrockband, opgericht in het najaar van 2000.
Sinds haar oprichting speelt de band op kleine en grote Nederlandse poppodia zoals Paradiso, 013, Vera, Tivoli, ACU en de OCCII, en trad tevens buiten Nederland op in onder andere België, Engeland, Canada, Frankrijk, Rusland, Polen, Denemarken, Duitsland en Japan.
Alle muziek van de band verscheen onder het label Zabel Muziek. De eerste full-length-uitgave 'We Too Are Concerned / We Are Too Concerned' kwam eveneens uit op het Engelse label Children No More en het Japanse Zankyo Records. De opvolger daarvan verscheen in 2009 op het label Beep! Beep! Back Up The Truck en derhalve is deze cd 'A Black House, A Coloured Home' ook te downloaden via de torrentsite Mininova.
De grafische vormgeving van de uitgaven is veelal van de hand van fotograaf-grafisch vormgever Roel Dalhuisen.

## Discografie

### Singles
Hun eerste single kwam uit in 2001 bij Zabel Muziek. Deze vinylsingle bevatte vier nummers:
1. MK Ultra
2. HMV
3. MK Ultra
4. Heron

### Split met Tom Sweetlove
In 2003 verscheen de split-cd 'The Message is' met de Belgische postrockband Tom Sweetlove. Beide bands leverden vier nummers voor deze cd, die uitkwam onder het Nederlandse label Zabel Muziek en het Belgische label Matamore.
De nummers van We vs. Death zijn:
1. My Dog is Watching Me
2. City Council Cosmos
3. Consertina
4. Wave Goodbye With Your Little Hand

### Split met Green Concorde

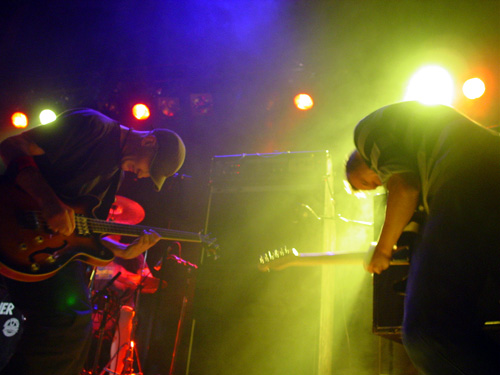
We vs. Death live in Theater Kikker te Utrecht

In 2004 werd er wederom gekozen voor een gezamenlijke uitgave, ditmaal met de Deense indierockband Green Concorde en uitgebracht door Zabel Muziek en Eglantine Records. Hierop verschenen:
1. Pictures From Stellenbosch
2. Workers Are Referred To As "Hands"
3. Wake 44

### We Too Are Concerned / We Are Too Concerned
In het voorjaar van 2006 kwam de eerste full-length-cd van de band uit. De cd-verpakking bevatte behalve een cd ook een dvd met films waarbij de muziek van de band als soundtrack diende, en een boekje met teksten van de Amerikaanse kunstenaar Jeremiah Day. De cd, wederom uitgebracht op Zabel Muziek, telt 8 nummers:
1. And How To Translate It
2. Pictures From Stanford
3. Snow Cushioned The Fall
4. One Light Will Do
5. Thomas Corner And The Valley Houses
6. (Yes,) We Went To Novgorod
7. Mother, Father and Me
8. Fieldfire

### A Black House, A Coloured Home
In 2009 uitgebracht met in de verpakking naast een boekje ook een poster en acht ansichtkaarten met werk van grafisch vormgever Roel Dalhuisen en kunstenaar Sander Polderman. Er staan 7 tracks op de cd:
1. The Things You Did
2. Hands
3. The Sun
4. Mirage
5. Collection Of Stones
6. Black Map
7. Golden Medals